# Spijkdorp
Spijkdorp is een buurtschap in de gemeente Texel in de provincie Noord-Holland.
Spijkdorp ligt tussen Oosterend en Spang op het Nederlandse waddeneiland Texel. De plaatsnaam is afkomstig van spijk, dat een 'landtong' of 'in land uitstekende landpunt' betekent. De buurtschap werd al in 1552 genoemd en bestond toen uit enkele boerderijen. Tot 1750 waren de grenzen van Spijkdorp niet nauwkeurig vastgesteld en zo werden sommige boerderijen de ene keer wel tot de buurtschap geteld en de andere keer niet. De nog bestaande St. Isidorushoeve stamt al van voor 1728. De huidige buurtschap Spijkdorp ligt voor een deel in het verlengde van de Nesweg.
Dorpen en gehuchten: 't Horntje · De Cocksdorp · De Koog · De Waal · Den Burg · Den Hoorn · Oosterend · Oudeschild

Buurtschappen: Bargen · Burger Nieuwland · De Kuil · De Naal ·  De Nes · De Westen · Dijkmanshuizen · Driehuizen · Harkebuurt · Het Noorden · Midden-Eierland · Molenbuurt · Nieuweschild · Noord Haffel · Noorderbuurt · Ongeren · Oost · Spang · Spijkdorp · Tienhoven · Westergeest · Westermient · Zevenhuizen · Zuid-Eierland · Zuid Haffel

Noord-Holland: Steden en dorpen in Noord-Holland      Nederland: Provincies · Gemeenten